# Municipio de La Prairie (Dakota del Sur)
El municipio de La Prairie (en inglés: La Prairie Township) es un municipio ubicado en el condado de Spink en el estado estadounidense de Dakota del Sur. En el año 2010 tenía una población de 40 habitantes y una densidad poblacional de 0,31 personas por km².

## Geografía
El municipio de La Prairie se encuentra ubicado en las coordenadas 45°11′56″N 98°18′50″O / 45.19889, -98.31389. Según la Oficina del Censo de los Estados Unidos, el municipio tiene una superficie total de 129.24 km², de la cual 129,23 km² corresponden a tierra firme y (0 %) 0 km² es agua.

## Demografía
Según el censo de 2010, había 40 personas residiendo en el municipio de La Prairie. La densidad de población era de 0,31 hab./km². De los 40 habitantes, el municipio de La Prairie estaba compuesto por el 100 % blancos. Del total de la población el 2,5 % eran hispanos o latinos de cualquier raza.